# 海坝乡
海坝乡，是中华人民共和国四川省凉山彝族自治州会东县曾经下辖的一个乡。

## 行政区划
海坝乡撤销前下辖以下地区：
海坝村、大发村、新店村和炭窑子村。